# Tazovski
Tazovski (en russe : Тазовский) est un village de Iamalie, en Russie. Sa population s'élevait à 7 201 habitants en 2017.

## Climat
| Mois                                  | jan.       | fév.       | mars       | avril      | mai        | juin       | jui.     | août      | sep.       | oct.       | nov.       | déc.     | année      |
| ------------------------------------- | ---------- | ---------- | ---------- | ---------- | ---------- | ---------- | -------- | --------- | ---------- | ---------- | ---------- | -------- | ---------- |
| Température minimale moyenne (°C)     | −29,4      | −28,3      | −21,9      | −15,9      | −6,2       | 5,3        | 10,6     | 8         | 2,1        | −8         | −21,7      | −26,8    | −11        |
| Température moyenne (°C)              | −25,4      | −24,2      | −17,4      | −11,4      | −3         | 8,8        | 14,7     | 11,4      | 4,9        | −5,2       | −17,9      | −22,8    | −7,3       |
| Température maximale moyenne (°C)     | −21,4      | −20,2      | −12,9      | −6,9       | 0,2        | 12,9       | 19,1     | 15,2      | 8          | −2,5       | −14        | −18,8    | −3,4       |
| Record de froid (°C) date du record   | −52,6 2006 | −50,7 1959 | −51,7 2007 | −41,3 1984 | −27,2 1964 | −10,7 1968 | 0,6 1958 | −2,5 1958 | −11,8 1998 | −33,2 1968 | −45,9 1949 | −51 1978 | −52,6 2006 |
| Record de chaleur (°C) date du record | 0,3 2007   | 1,9 2016   | 3,7 2008   | 7,1 2011   | 26 1977    | 31,5 1955  | 33 1990  | 30 1951   | 25,4 2008  | 15,9 2009  | 3,1 2010   | 3,2 1974 | 33 1990    |
| Précipitations (mm)                   | 44         | 41         | 46         | 43         | 38         | 51         | 54       | 67        | 51         | 56         | 44         | 44       | 579        |

| Diagramme climatique                                  |              |              |             |           |           |            |         |        |          |            |              |
| J                                                     | F            | M            | A           | M         | J         | J          | A       | S      | O        | N          | D            |
| −21,4−29,444                                          | −20,2−28,341 | −12,9−21,946 | −6,9−15,943 | 0,2−6,238 | 12,95,351 | 19,110,654 | 15,2867 | 82,151 | −2,5−856 | −14−21,744 | −18,8−26,844 |
| Moyennes : • Temp. maxi et mini °C • Précipitation mm |              |              |             |           |           |            |         |        |          |            |              |